# Colonials de Robert Morris
Les Colonials de Robert Morris (en anglais : Robert Morris Colonials) sont un club omnisports universitaire de l'Université Robert Morris à Moon Township (Pennsylvanie). Les équipes des Colonials participent aux compétitions universitaires organisées par la National Collegiate Athletic Association. 
En 2020, les Colonials rejoignent l'Horizon League après avoir été membre de la Northeast Conference (NEC). L'équipe de crosse masculine et football américain sont associées à la NEC, et les équipes masculines et féminines de hockey sur glace participent à l'Atlantic Hockey America (en).